# دریاچه میاگاسه

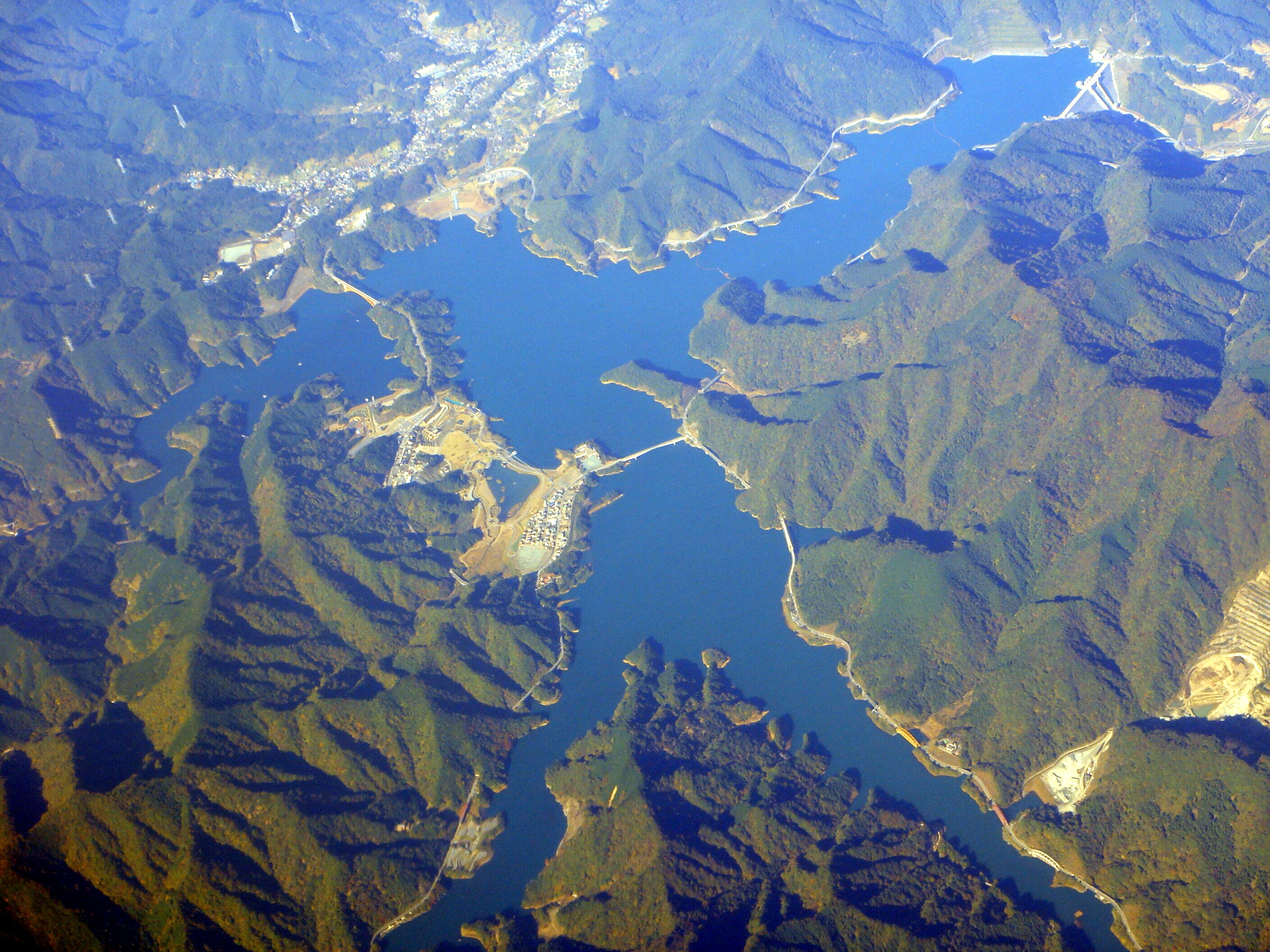
دریاچهٔ میاگاسه در استان کاناگاوا.

دریاچهٔ میاگاسه در قسمت شرقی منطقه کوهستانی تانزاوا در استان کاناگاوای ژاپن واقع شده‌است. این دریاچه در پی ایجاد سد میاگاسه به وجود آمده‌است. این سد در سال ۲۰۰۰ میلادی بر روی رودخانهٔ ناکاتسوگاوا (中津川) احداث شده‌است. بخاطر داشتن مناظر زیبای طبیعی این دریاچهٔ یکی از نقاط گردشگری محسوب می‌شود. برای کسانی که با ماشین شخصی از این دریاچه دیدن می‌کنند پارکینگ بزرگی مهیا شده‌است. هر ساله در ماه ژانویه درختان کاج اطراف دریاچه به عنوان درخت کریسمس تزئین شده و موجب جذب گردشگران به این دریاچه می‌شوند.